# Terrasse d'Abondance
La terrasse d'Abondance est une esplanade située à Abondance, en France.

## Localisation
L'esplanade est située dans le département français de la Haute-Savoie, sur la commune d'Abondance.

## Historique
L'édifice est inscrit au titre des monuments historiques en 1949.